# So-Jin Kim

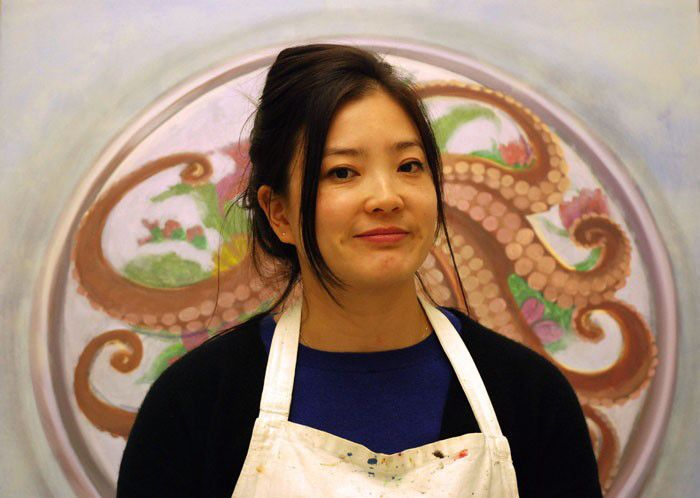
So-Jin Kim, 2023

So-Jin Kim (koreanisch 김소진; * 14. August 1976 in Samcheok, Südkorea) ist eine südkoreanische Malerin. Ihre Bilder vereinen die klassische europäische Malerei mit traditionellen koreanischen Motiven.

## Leben
In ihrer Jugend widmete sich So-Jin Kim zunächst dem koreanischen Tanz, ließ sich dann aber in klassischem Ballett ausbilden. Über Ballett entwickelte sie ihr Interesse an der für sie faszinierenden farbenprächtigen europäischen Kunst. Von 1995 bis 1999 studierte So-Jin Kim zunächst an der Catholic Kwandong University in Gangneung, Südkorea, europäische Malerei.
Von 1999 bis 2001 leitete Kim eine eigene Malschule in Südkorea. Dann entschloss sie sich für ein Aufbaustudium in Deutschland. Von 2001 bis 2007 studierte Kim Freie Kunst an der Hochschule für Bildende Künste in Braunschweig bei Norbert Tadeusz und als Meisterschülerin bei John M. Armleder.
Ihre freie künstlerische Karriere begann mit einem Atelier in Berlin, ehe sie dann mehrfach Wohnsitz und Atelier ins Ausland verlegte: zunächst Basel, dann Mallorca, Frankreich, Italien und schließlich Südkorea. Seit 2001 lebt und arbeitet sie mit Unterbrechungen in Deutschland. Seit 2012 lebt So-Jin Kim als freie Künstlerin und Kunstlehrerin in Baden-Baden.

## Werk
Thematisch erfährt ihr Werk eine fundamentale Veränderung mit dem Verlassen des südkoreanischen Kulturkreises. Ihre frühen Bildmotive widmen sich dem koreanischen Tanz und damit der Visualisierung von Bewegung und Bewegungsabläufen. Tänzer und Tänzerinnen reihen sich wie auf einem römischen Fries. Der Betrachter erlebt farbenfrohe Ornamente mit tanzenden und trommelnden Gestalten, Masken und Fabelwesen.
Mit dem Wechsel nach Europa verändern sich allmählich ihre künstlerischen Themen. „Der Kulturschock war am Anfang sehr groß“, im Unterschied zum hohen Tempo eines der asiatischen Tigerstaaten, erlebt So-Jin Kim Deutschland als gründlich, konservativ und entschleunigt, aber auch mit Heimweh.
Das prägende Erlebnis für ihre neue Art der Kunst entwickelte sich während ihrer Schwangerschaft. Sie träumte von traditionellem südkoreanischem Essen, von reich gedeckten Tischen mit Tellern und Schalen, gefüllt mit allen Köstlichkeiten der koreanischen Küche. Aus diesen Traumbildern entstehen Motive, die plakativ auf Leinwänden sichtbar werden. Essen wird zwar täglich millionenfach mit Handys fotografiert, „außer So-Jin Kim kenne ich keine Malerinnen der Gegenwart, die sich mit der Darstellung von Essen auf Tellern beschäftigen“, schreibt ein Kunstkritiker.
Das aktuelle Werk von So-Jin Kim nimmt drei Richtungen: Essen, Tafelbilder/Abendmahl und Schüsselbilder. Beim Thema Essen stehen Speisen im Mittelpunkt (Äpfel, Wirsing, Pilze, Knoblauch, Austern und vieles mehr). Ihre Tafelbilder zeigen Arrangements von Tellern und Schüsseln, teils gefüllt, teils geleert, mal stehen sie auf einem reich gedeckten Tisch, mal schweben sie surreal wie Galaxien durch einen imaginären Raum. Die Messingschüsseln, koreanische Klangschalen, fangen fantasiereiche Landschaften ein. Eine auf dem Feuer brodelnde Paella-Pfanne schafft den Projektionsraum für eine mallorquinische Felsenbucht. „Ihre biografische wie künstlerische Reise macht sie zur Wandlerin zwischen den Welten“.
Ihre Bilder entstehen nicht zufällig, sondern sind Ausdruck persönlicher Empfindungen und Wahrnehmungen. Sie hat zu jedem Bild eine besondere Beziehung, hinter jedem Gemälde steht ein Erlebnis. Ihre persönliche Wahrnehmung werde durch die Malerei zu etwas Allgemeinem, so dass jeder durch das Bild seine eigene Erinnerung wachrufen kann, beschreibt So Jin Kim ihre Philosophie der Bildgestaltung.

## Auszeichnungen
- 2022: Städtischer Kunstpreis „Künstlerin in Baden-Baden“
- 2013: „Kunstpreis für Junge Kunst“ in Südkorea

## Ausstellungen
Einzelausstellungen
- 2025: "A very special ordinary day" - The National Assembly of South Korea, Seoul[7]
- 2024: "Haupt-Gericht" - Kunst im Herrenhof, Neustadt-Mußbach
- 2024: "Schatztruhe - treasure chest from Germany to Korea"[8], ARTRIN Museum Paju, Südkorea
- 2022: „tafeln“ – Städtischer Kunstpreis „Künstlerin in Baden-Baden 2022“ (Katalog), Gesellschaft der Freunde junger Kunst e.V. im Alten Dampfbad, Baden-Baden
- 2018: „Man lebt nur zwei-drei mal“, Kunst- und Kulturforum Laubach e.V., Laubach
- 2017 „Neue Arbeiten“ Galerie Holbein 4, Hannover
- 2013 Kunstpreis für Junge Kunst 2012 (Katalog) „Reise Bilder“, Chuncheon Art Gallery in Chuncheon, Südkorea
- 2012 „Kim-Hüppi“, Culture & Art Center in Samcheok, Südkorea (mit Johannes Hüppi)
- 2011 „Haus der Modernen Kunst“ (mit Dirk Sommer), Staufen, Deutschland / „International Drawing Show 2011“ (Solo Booth), Seoul Art Center Hangaram Museum in Seoul, Südkorea
- 2009 „tanzen essen“, Outstart, Berlin, Deutschland
- 2008 „Malerei“, Kunstförderverein Bildende Kunst Schöningen e.V., Schöningen, Deutschland / „Malerei“, Galerie Korea, Kulturabteilung, Botschaft der Republik Korea, Berlin, Deutschland / „West-östliche Maskerade“, Galerie Holbein4, Hannover, Deutschland (mit Katalog)
- 2006 „Aufführung“, Galerie auf Zeit, Braunschweig, Deutschland

### Gruppenausstellungen
- 2025 Azit-C Gallery, Paju, Südkorea
- 2021 „Ensemble“, Pop-up-Galerie, Rhodt unter Rietburg / „Iss mich!“, Staatliche Kunsthalle Karlsruhe, Karlsruhe
- 2018 „Jubiläums Ausstellung“, Stiftung Starke, Berlin / „Art Cologne 2018“, Galerie Levy, Köln
- 2017 „u.A.w.g.“, Majolika Manufaktur Karlsruhe, Karlsruhe
- 2016 „Die Bilder der Anderen“, Kommunale Galerie Berlin, Berlin / „Verliebte Künstler-loosing control“, Künstlerbund Baden-Württemberg im AKKU, Stuttgart / „Rien ne va plus“, Kunsthalle der Sparkassenstiftung Lüneburg, Lüneburg
- 2015 „Summer Sale“, Galerie Anna Klinkhammer, Düsseldorf / „Rien ne va plus“, Süddeutscher Kunstverein, Ammerbuch Reusten / „Die gelbe Gefahr“, Milchhof e.V. und Kunsthalle am Hamburger Platz, Berlin / „Kunstpreis, Die Schwarzwaldstadt Schramberg aus der Sicht der zeitgenössischen Kunst“, Stadtmuseum Schramberg im Schloss, Schramberg
- 2014 „Missesüppi“, Galerie Gebuli, Baden-Baden / „UTA-Unter Tausend“, Kunsthalle am Hamburger Platz, Berlin / „Tuesday Afternoon“, Galerie Anna Klinkhammer, Düsseldorf, Deutschland / „Opening“, Galerie Peter Bäumler, Regensburg, Deutschland / „Der schwarze Hund“, Gesellschaft der Freunde junger Kunst, Kunstverein Baden-Baden / „Sommerausstellung“, Haus der Moderne Kunst, Staufen
- 2013 „Verliebte Künstler & lachende Dritte“, Süddeutscher Kunstverein, Ammerbuch Reusten, und in der Kunsthalle am Hamburgerplatz, Berlin, Deutschland / „Kunstsommer 2013“, Haus der Moderne Kunst, Staufen, Deutschland
- 2011 „Seoul Art-Basel, The Light of Korean Art“, M54 und Dreispitzhalle, Basel, Switzerland sowie in der Galerie Tablo, Seoul, Südkorea
- 2010 „International Drawing Show in Korea-Communication and Sympathy“, Seoul Art Center Hangaram Museum, Seoul, Südkorea / „Universum“, Galerie Holbein4, Hannover, Deutschland
- 2009 „Stipendium Junge Kunst-Alte Hansestadt Lemgo und STAFF STIFTUNG Lemgo“, Lemgo, Deutschland / „International Drawing Exhibition Korean 2009“, Se-Jong Kultur Museum in Seoul, Südkorea
- 2008 „International Invitation Exhibition (The 9th Shinsaimdang Art Festival)“, The city Art Museum in Gangrung, Südkorea / „Zirkus“, Kunstwoche Jesteburg e.V., Jesteburg, Deutschland / „For you and me“, Galerie Holbein4, Hannover, Deutschland
- 2007 „Kunstpreis BSA 2007“, Bad Sooden-Allendorf, Deutschland / „34. Kunstmarkt Detmold“, Detmold, Deutschland / „excellent 2007“, Finanz-Center Volkswagen Bank, Braunschweig, Deutschland
- 2006 „Lovely Shanghai Music“, Museum of Modern Art, Shanghai, China und in der Elisabeth Dee Gallery, New York sowie Los Angeles / „Lovely Shanghai Music“ Vertretung des Landes Niedersachsens, Berlin, Deutschland / „About“ art gallery der Nord/LB, Hannover, Deutschland
- 2005 „Lovely Shanghai Music“, Plattform # 2 im Kunstverein Hannover, Deutschland
- 2004 „The Long Goodbye“ Galerie der HBK Braunschweig, Braunschweig, Deutschland / „Home Alone“ in Stiftung Starke, Berlin, Deutschland / „Yellow Pages(Team404)“, Musée d’art moderne et contemporain, Genf, Switzerland / „Cherry Pickers – Neue Kunst in alte Kirchen“, Braunschweig, Deutschland
- 2003 „Kunst im Restaurants und Bars“ Kunsthalle, Koblenz, Deutschland

### Arbeiten in öffentlichen Sammlungen
- Seit 2013 Chun-Cheon Art Gallery, Chun-Cheon, Südkorea
- Seit 2007 Finanz-Center der Volkswagen Bank, Braunschweig, Deutschland
- Seit 2004 Musée d’art moderne et contemporain, Genf, Switzerland

## Ausstellungskataloge
- So-Jin Kim. Reisebilder. Ausstellungskatalog. Chun Cheon Art Gallery, Südkorea 2013, 71 Seobudaeseong-ro, Chuncheon-si, Gangwon-do, Südkorea
- Tafeln So-Jin Kim. Ausstellungskatalog 2022. Hrsg. Stadt Baden-Baden, Gesellschaft der Freunde junger Kunst. ISBN 978-3-9810432-6-6.
- So-Jin Kim. Katalog zur Ausstellung der Meisterschüler der Hochschule für Bildende Künste Braunschweig 2007.